# Baja (delregion)
Baja (ungerska: Bajai kistérség) var en delregion i provinsen Bács-Kiskun i regionen Södra Slättlandet i Ungern. Huvudorten i delregionen var Baja.

## Orter
| Bácsbokod     | Bácsborsód     | Bácsszentgyörgy | Baja         | Bátmonostor  |
| Csátalja      | Csávoly        | Dávod           | Dunafalva    | Érsekcsanád  |
| Érsekhalma    | Felsőszentiván | Gara            | Hercegszántó | Nagybaracska |
| Nemesnádudvar | Rém            | Sükösd          | Szeremle     | Vaskút       |